# Victoria Libertas Pallacanestro 2015-2016
Questa voce raccoglie le informazioni riguardanti la Victoria Libertas Pallacanestro nelle competizioni ufficiali della stagione 2015-2016.

## Stagione
La stagione 2015-2016 della Victoria Libertas Pallacanestro sponsorizzata Consultinvest, è la 57ª nel massimo campionato italiano di pallacanestro, la Serie A.
Guidata dall'allenatore Paolini la squadra si piazza al 12º posto in campionato con un record di 12 vittorie e 18 sconfitte senza qualificazione ai play-off. Non si qualifica per le final eight di Coppa Italia.

## Organigramma societario
Dal sito Lega Basket

### Area Dirigenziale
- Presidente: Ario Costa
- Vicepresidente: Alcide Resta
- Amministratore Delegato: Andrea Rombaldoni
- Direttore Generale: Ario Costa
- Direttore Sportivo: Stefano Cioppi
- Direttore Operativo: Marco Aloi
- Team Manager:	Michele Resta

### Area tecnica
- Allenatore: Riccardo Paolini
- Vice allenatore Umberto Badioli
- Assistente allenatore: Spiro Leka
- Preparatore atletico: Roberto Venerandi
- Medici: Piero Benelli - Massimo Mancino
- Fisioterapisti: Saverio Serafini - Roberto Tamburini
- Responsabile tecnico settore giovanile: Giovanni Luminati

## Roster
Aggiornato al 5 gennaio 2017.
| Consultinvest Pesaro 2015-16 | Consultinvest Pesaro 2015-16 |
| Giocatori                    | Staff tecnico                |
| ---------------------------- | ---------------------------- |

| N. | Naz.                   | Ruolo | Nome                | Anno | Alt.   | Peso   |  |
| -- | ---------------------- | ----- | ------------------- | ---- | ------ | ------ |  |
| 1  | Stati Uniti (bandiera) | AC    | D.J. Shelton        | 1991 | 208 cm | 113 kg |  |
| 3  | Italia (bandiera)      | P     | Nicolò Basile (C)   | 1995 | 189 cm | 80 kg  |  |
| 4  | Canada (bandiera)      | AP    | Jevohn Shepherd     | 1986 | 198 cm | 98 kg  |  |
| 5  | Italia (bandiera)      | AG    | Giulio Gazzotti     | 1991 | 202 cm | 104 kg |  |
| 7  | Stati Uniti (bandiera) | G     | Trevor Lacey        | 1991 | 190 cm | 93 kg  |  |
| 8  | Stati Uniti (bandiera) | P     | Semaj Christon      | 1991 | 190 cm | 83 kg  |  |
| 9  | Stati Uniti (bandiera) | A     | Austin Daye         | 1988 | 211 cm | 91 kg  |  |
| 11 | Italia (bandiera)      | P     | Brandon Solazzi     | 1997 | 190 cm | 84 kg  |  |
| 13 | Italia (bandiera)      | AG    | Francesco Candussi  | 1994 | 211 cm | 109 kg |  |
| 15 | Canada (bandiera)      | C     | Maurice Walker      | 1991 | 210 cm | 120 kg |  |
| 16 | Italia (bandiera)      | AP    | Riccardo Rosa       | 1996 | 196 cm | 89 kg  |  |
| 17 | Italia (bandiera)      | G     | Marco Ceron         | 1992 | 195 cm | 100 kg |  |
| 18 | Lituania (bandiera)    | C     | Tautvydas Lydeka    | 1983 | 208 cm | 115 kg |  |
| 33 | Italia (bandiera)      | AP    | Michele Serpilli    | 1999 | 198 cm | 94 kg  |  |
| 40 | Stati Uniti (bandiera) | AP    | Shaquielle McKissic | 1990 | 196 cm | 91 kg  |  |

| Allenatore                                                                                 |
| - Riccardo Paolini                                                                         |
| Assistente/i                                                                               |
| - Umberto Badioli - Spiro Leka Legenda - (C) Capitano - (IN) Inattivo - Infortunato Roster |

## Mercato

### Sessione estiva
| Acquisti | Acquisti            | Acquisti                 | Acquisti      | Acquisti |
| R.       | Nome                | da                       | Modalità      |          |
| -------- | ------------------- | ------------------------ | ------------- | -------- |
| AC       | Francesco Candussi  | Reyer Venezia            | prestito      |          |
| C        | Maurice Walker      | Minnesota Golden Gophers | definitivo    |          |
| G        | Trevor Lacey        | NCSU Wolfpack            | definitivo    |          |
| G        | Marco Ceron         | Reyer Venezia            | definitivo    |          |
| P        | Semaj Christon      | Oklahoma Blue            | definitivo    |          |
| AP       | Shaquielle McKissic | ASU Sun Devils           | definitivo    |          |
| AC       | D.J. Shelton        | Kang.s Willebroek        | definitivo    |          |
| AG       | Giulio Gazzotti     | Vanoli Cremona           | definitivo    |          |
| PG       | Diego Terenzi       | Recanati                 | fine prestito |          |

| Cessioni | Cessioni        | Cessioni         | Cessioni       | Cessioni |
| R.       | Nome            | a                | Modalità       |          |
| -------- | --------------- | ---------------- | -------------- | -------- |
| C        | Wally Judge     | Hapoel Tel Aviv  | fine contratto |          |
| P        | Chris Wright    | Hapoel Holon     | fine contratto |          |
| C        | Péter Lóránt    | Alba Fehérvár    | fine contratto |          |
| G        | Bernardo Musso  | San Lorenzo      | fine contratto |          |
| G        | Anthony Myles   | Alba Fehérvár    | fine contratto |          |
| A        | Tommaso Raspino | Basket Ferentino | fine contratto |          |
| AP       | Nicholas Crow   | Scafati Basket   | fine contratto |          |
| AG       | LaQuinton Ross  | Pall. Cantù      | fine contratto |          |
| AG       | Lorenzo Tortù   | PSE Basket       | fine contratto |          |
| PG       | Diego Terenzi   | Fulgor Omegna    | fine contratto |          |

### Dopo l'inizio della stagione
| Acquisti | Acquisti         | Acquisti     | Acquisti   | Acquisti |
| R.       | Nome             | da           | Modalità   |          |
| -------- | ---------------- | ------------ | ---------- | -------- |
| AP       | Jevohn Shepherd  | Pall. Varese | definitivo |          |
| A        | Austin Daye      | Free agent   | definitivo |          |
| C        | Tautvydas Lydeka | San Lorenzo  | definitivo |          |

| Cessioni | Cessioni            | Cessioni             | Cessioni    | Cessioni |
| R.       | Nome                | a                    | Modalità    |          |
| -------- | ------------------- | -------------------- | ----------- | -------- |
| AC       | D.J. Shelton        | Akhisar Belediyespor | rescissione |          |
| C        | Maurice Walker      | Keravnos             | rescissione |          |
| AP       | Shaquielle McKissic | Changwon Sakers      | rescissione |          |